# Michael Schilling (Journalist)
Michael Schilling (* 1970) ist ein deutscher Journalist und seit 2014 Chefredakteur der Münchner Abendzeitung.

## Leben
Nach einem Volontariat bei der Kreiszeitung Syke (1990 bis 1992) war er dort bis Ende 1994 als Reporter und Redakteur tätig. Weitere Anstellungen als Reporter und Redakteur folgten, 1995 bei der Münchner Abendzeitung, 1996 bei der Bild Hamburg, 1996 bis 2001 bei der Sport Bild in Hamburg und München. Im März 2001 wurde er stellvertretender Sportchef bei der Abendzeitung. In dieser Funktion war er bis September 2010 tätig. Danach leitete er die Lokalredaktion der AZ. Am 1. Juli 2014 wurde er zum Neustart der Zeitung nach Insolvenz Nachfolger von Arno Makowsky als Chefredakteur des Blattes.